# Johann Heinrich von Holtzmann
Johann Heinrich von Holtzmann (* 1706; † 28. September 1776 in Neisse) war ein preußischer Oberst und Kommandeur des Schlesischen Artillerie-Garnisonsbataillons. Am 11. April 1741 wurde er vom preußischen König Friedrich II. mit seinen Brüdern in den Adelsstand erhoben.

## Leben
Holtzmann entstammt einer gut-bürgerlichen Berliner Familie. Er war der zweite Sohn des Majors und Feruerwerksmeisters Johann Heinrich Holtzmann († 1724 in Berlin). Seine Brüder Ernst Friedrich († 15. Oktober 1759) und Georg Ludwig († 26. Januar 1754) waren ebenfalls bei der Artillerie.
Er kam am 1. September 1720 als Kanonier zum Artilleriekorps. Am 1. Oktober 1728 wurde er Sekondeleutnant und am 1. September 1732 Premierleutnant. 1733 ging Holtzmann als Freiwilliger in das kaiserliche Expeditionskorps nach Korsika. Am 19. November 1741 wurde er Kapitän, ohne zuvor Stabskapitän gewesen zu sein. Während der Schlesischen Kriege organisierte er den Transport der Artillerie. Nach der Besetzung Breslaus stelle Holtzmann die dortige Geschützgießerei wieder her und wurde einige Jahre Direktor.
Am 16. Oktober 1752 wurde er zum Major befördert, am 20. April 1755 Oberstleutnant und am 25. Februar 1759 Oberst. Nach dem Frieden von Hubertusburg hatte Holtzmann eigentlich seinen Abschied nehmen wollen, aber nach dem Tod des Oberst Johann Friedrich von Merkatz wurde die Zusage wieder zurückgenommen. Holtzmann wurde am 18. April 1763 zum Kommandeur der Schlesischen Artillerie-Garnisonskompanien ernannt.
Er war mit der Witwe Damerow verheiratet. Die Ehe blieb ohne Kinder.
Holtzmann schrieb das Tagebuch des Obersten von Holtzmann aus dem ersten und zweiten Schlesischen Kriege, was späteren Forschern als Quelle diente.